# Oğuz Sabankay
Oğuz Sabankay (* 7. August 1987 in Akhisar) ist ein Fußballspieler von Eyüpspor.

## Karriere

### Verein
Sabankay begann mit dem Vereinsfußball in der Jugend von Akhisar Belediyespor und wechselte hier als Profispieler in die Jugend von Galatasaray Istanbul. Sabankay galt als einer der größten Nachwuchshoffnungen im linken Mittelfeld. Nachdem er während seiner Zeit bei Galatasaray nur zu einem Kurzeinsatz gegen Kayserispor kam, bei dem er in der 85. Minute eingewechselt wurde, wurde er im Januar 2007 an Vestel Manisaspor ausgeliehen, um dort Spielpraxis zu sammeln. Für Manisaspor wurde er allerdings bisher auch nur drei Mal eingewechselt.
Bis zum Sommer 2011 spielte Sabankay der Reihe nach als Leihspieler bei Eskişehirspor, Istanbul Büyükşehir Belediyespor und Kartalspor.
Nach dem Auslaufen seines Vertrages mit Galatasaray verließ er diesen Verein und einigte sich mit dem Drittligisten Beypazarı Şekerspor. Bereits nach einer Saison wurde sein Wechsel zum Zweitligisten Bucaspor bekanntgegeben. Zur Rückrunde 2013/14 verließ er diesen Verein und heuerte stattdessen beim Istanbuler Zweitligisten Eyüpspor an.

### Nationalmannschaft
Sabankay durchlief ab der türkischen U-16 Nationalmannschaften nahezu alle Altersstufen der türkischen Jugendnationalmannschaften.
Mit der türkischen U-17-Nationalmannschaft nahm er an der U-17-Fußball-Europameisterschaft 2004 teil, schied mit seinem Team aber bereits in der Gruppenphase aus dem Turnier aus.